# Deveselu
Deveselu es una comuna ubicada en el distrito de Olt, Rumania.

## Superficie
Posee una superficie de 56,05 kilómetros cuadrados.

## Demografía
Hasta 2021 la población era de 2872 habitantes, con una densidad de población de 51,24 habitantes por kilómetro cuadrado.